# Dahomey (Film)
Dahomey (anhörenⓘ) ist ein Dokumentarfilm von Mati Diop. In dem Werk geht es um die Rückführung der in einem Pariser Museum eingelagerten Schätze des Königreiches Dahomey nach Afrika. Es feierte Mitte Februar 2024 bei den Internationalen Filmfestspielen in Berlin seine Premiere und gewann mit dem Goldenen Bären den Hauptpreis des Festivals. Im September 2024 kam der Film in die französischen und im Oktober 2024 in die deutschen Kinos. Dahomey wurde von Senegal als Beitrag für die Oscarverleihung 2025 als bester Internationaler Film eingereicht.

## Inhalt

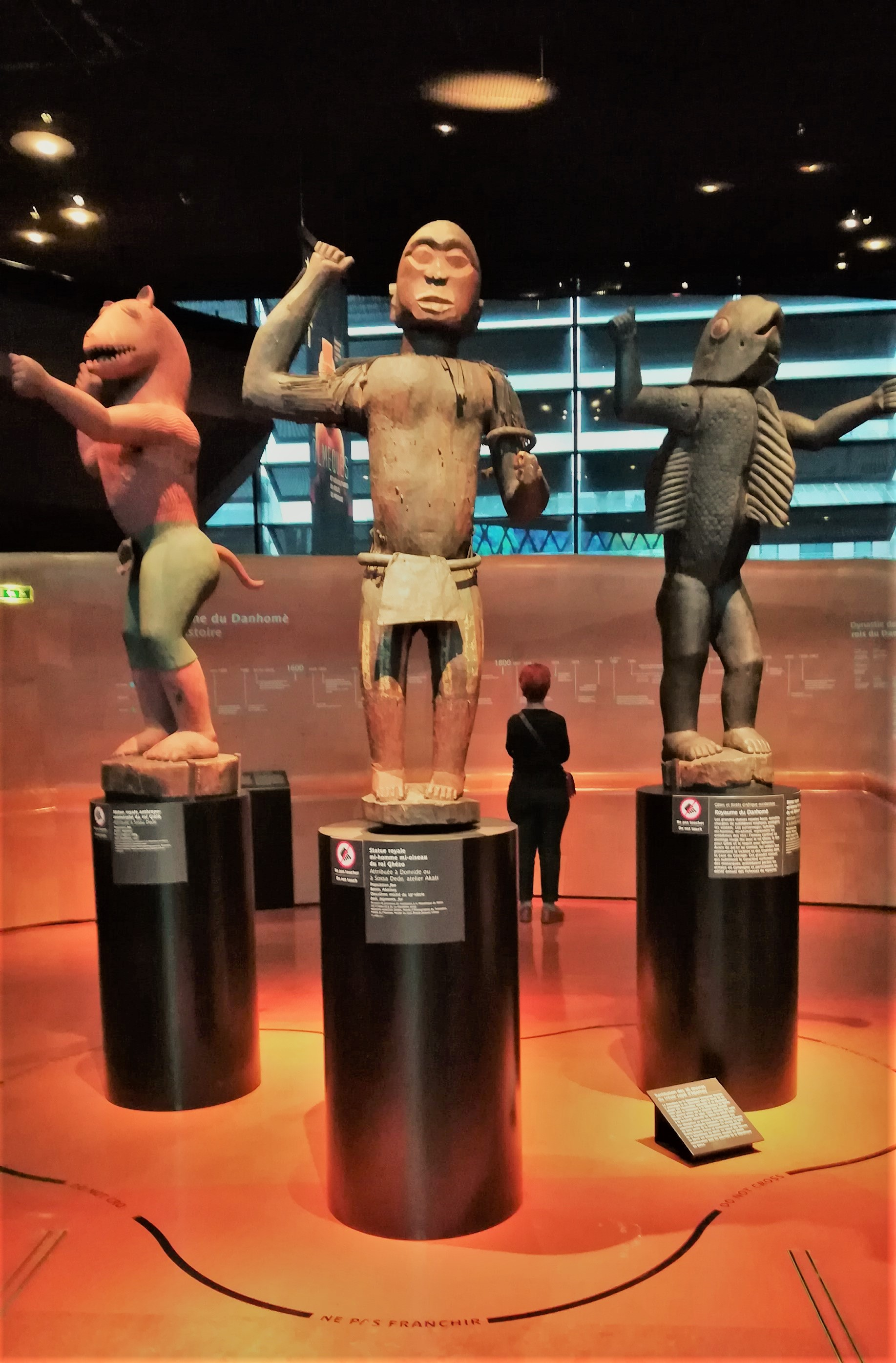
Drei Skulpturen im Musée du quai Branly aus dem ehemaligen Königspalast in Dahomey, mit Hinweistafeln auf ihre künftige Restitution

Mati Diops Dokumentarfilm beschäftigt sich mit der Rückgabe von 26 der königlichen Schätze des Königreiches Dahomey an Benin. Diese wurden während der Kolonialzeit geraubt und nach Frankreich gebracht. Erzählt werden die Geschichten der geplünderten afrikanischen Kunstwerke, gemischt mit Fiktion.
Im November 2021 gab Frankreich 26 aus dem einstigen Königreich Dahomey geraubte Kulturgüter offiziell an das westafrikanische Benin zurück. Vorausgegangen war der Bericht über die Restitution afrikanischer Kulturgüter an den französischen Staatspräsidenten Emmanuel Macron, erstattet 2018 von den Wissenschaftlerinnen Bénédicte Savoy und Felwine Sarr. Zu den Werken, die bis dahin im Pariser Museum für außereuropäische Kunst, dem Musée du quai Branly, zu sehen waren, gehören Statuen von den einstigen Monarchen von Dahomey, König Glélé, König Behanzin und König Ghézo, die von großer symbolischer Bedeutung sind. Auch ein Thron, der 1892 von französischen Truppen geraubt wurde, kehrte zurück.
Nach der Landung der Fracht in Benin wurden die heimgekehrten Kunstobjekte von der tanzenden Bevölkerung Cotonous feierlich begrüßt. Die Kunstschätze wurden anfänglich in einem Museum im Präsidentenpalast in Cotonou ausgestellt. Diop zeigt in ihrem Film eine Riege von offiziellen Gästen und später auch Bürgern, die die zurückgegebenen Figuren dort bewundern. Zu einem späteren Zeitpunkt sollen sie in der ehemaligen Königsstadt Abomey im Musée Historique d’Abomey ausgestellt werden. Diese einst pulsierende Stadt liegt etwa 65 Meilen von der Küste am Golf von Guinea entfernt.
Diop zeigt eine Diskussion von Studenten der Université d’Abomey-Calavi darüber, was sie von der Rückführung der Kulturgüter halten. Die Auswahl der Teilnehmer der Diskussionsrunde traf die Regisseurin gemeinsam mit dem Regieassistenten Gildas Adannou. Einige Diskussionsteilnehmer kritisieren, dass lediglich 26 von insgesamt rund 7.000 Objekten zurückgegeben wurden, erinnern daran, was während der Kolonialisierung noch alles verloren ging, so Sprachen, Traditionen und ein Teil ihrer Geschichte, oder nennen die Rückgabe eine Imagekampagne von Emmanuel Macron. Sie diskutieren auch darüber, ob die Rückgabe Benins Präsident Patrice Talon anzurechnen ist oder nicht.

## Produktion

### Regie, Drehbuch und Dreharbeiten
Regie führte Mati Diop. Als Regisseurin ist die Französin besonders für ihren Film Atlantique bekannt, der 2019 bei den Filmfestspielen in Cannes mit dem Großen Preis der Jury ausgezeichnet wurde. Es handelt sich bei Dahomey um das erste Projekt von „Fanta Sy“, das Diop gemeinsam mit dem senegalesischen Filmemacher Fabacary Assymby Coly ins Leben rief, um junge Talente und neue afrikanische Geschichten zu fördern.
Die Auswahl der Teilnehmer der Diskussionsrunde an der Université d’Abomey-Calavi traf Diop gemeinsam mit Gildas Adannou, der die Debatte auch moderierte und als ihr Regieassistent fungierte. Sie casteten die Studierenden aufgrund ihrer diskursiven Positionen. Die Diskussion wurde auch über das Campusradio übertragen.
Die Rückführung der Kunstobjekte wurde von Kamerafrau Josephine Drouin Viallard festgehalten, ebenso die Debatte an der Université d’Abomey-Calavi im zweiten Teil des Films. Zudem verwendet der Film Aufnahmen der Überwachungskameras des Musée du Quai Branly und der Räumlichkeiten in Cotonou.

### Filmaufbau und Voiceover
Diop hat in ihrem Film dem bei der Rückführung vom Musée Quai Branly als Nummer 26 deklarierten Kunstobjekt eine besondere Stellung eingeräumt. Immer wieder erzählt es per Voiceover mit der verfremdeten Stimme des haitianischen Schriftstellers Makenzy Orcel von der Zeit in den dunklen Kellern des Pariser Museums, von seinen Erinnerungen an Afrika und von seinen Gedanken bei der Rückkehr in seine Heimat, meist aus der Dunkelheit in seiner Transportkiste heraus. Orcel schrieb auch die von ihm gesprochenen Worte. Hinter Objekt Nummer 26 verbirgt sich eine Statue, die den Sklavenhändler König Ghézo symbolisiert.

### Sounddesign und Filmmusik
Für das Sounddesign zeichneten Corneille Houssou, Nicolas Becker und Cyril Holtz verantwortlich, die Orcels Stimme ein überirdisches, nachhallendes Timbre verliehen haben. Die Filmmusik komponierten Synthesizer-Spezialist Wally Badarou, bekannt als langjähriger Musiker der britischen Band Level 42, und der Experimentalmusiker und Singer-Songwriter Dean Blunt, mit dem Diop bereits für ihren Kurzfilm In My Room von 2020 zusammenarbeitete.

### Veröffentlichung
Die Premiere des Films fand am 18. Februar 2024 bei den Internationalen Filmfestspielen Berlin statt, wo er im Wettbewerb gezeigt wurde. Im März 2024 wurde Dahomey beim Best of Doc Festival in über 60 Kinos über Frankreich verteilt gezeigt. Ebenfalls im März 2024 eröffnete Dahomey das Dokumentarfilmfestival Cinéma du Réel. Im Juni 2024 wurde der Film beim Berlinale Open Air und beim Sydney Film Festival vorgestellt. Im August 2024 wurde der Film beim New Zealand International Film Festival und beim Melbourne International Film Festival gezeigt. Mitte September 2024 wurde er bei der Filmkunstmesse Leipzig vorgestellt. Ebenfalls im September 2024 wurde er beim Toronto International Film Festival und beim San Sebastian International Film Festival gezeigt. Der Kinostart in Frankreich war am 11. September 2024. Ende September, Anfang Oktober 2024 wurde Dahomey beim New York Film Festival und beim Vancouver International Film Festival gezeigt. Am 18. Oktober 2024 kam der Film in die US-amerikanischen und am 24. Oktober 2024 in die deutschen Kinos. Ebenfalls im Oktober 2024 wurde Dahomey beim Montclair Film Festival gezeigt. Ende Oktober 2024 wurde er bei der Viennale als Abschlussfilm gezeigt. In Deutschland ist der Film seit 13. Dezember 2024 auf der Streamingplattform Mubi zu sehen. Im Januar 2025 wird Dahomey beim Palm Springs International Film Festival vorgestellt.

## Rezeption

### Kritiken
Von den bei Rotten Tomatoes aufgeführten Kritiken sind 99 Prozent positiv bei einer durchschnittlichen Bewertung mit 8,1 von 10 möglichen Punkten, womit er aus den 25. Annual Golden Tomato Awards als Zweitplatzierter unter den Dokumentarfilmen des Jahres 2024 hervorging.  Bei Metacritic erhielt der Film einen Metascore von 85 von 100 möglichen Punkten.

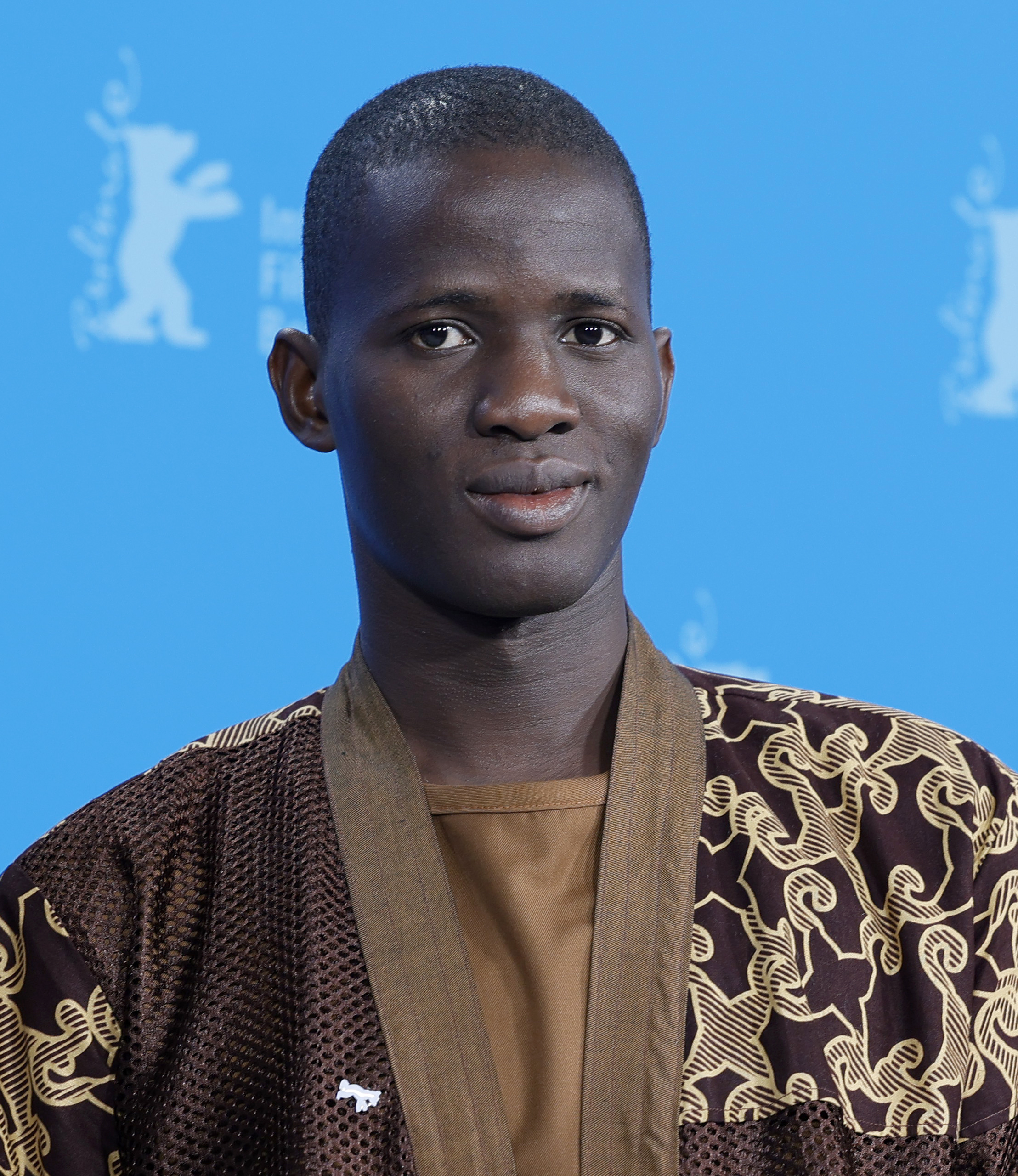
Diskussionsteilnehmer und Regieassistent Gildas Adannou

Lida Bach schreibt in ihrer Kritik bei moviebreak.de, es scheine bezeichnend, dass unter den Wettbewerbsfilmen der 74. Berlinale gerade derjenige der kürzeste ist, der noch am meisten zu sagen hätte. Mati Diop gebe in ihrer differenzierten Dokumentation über die Rückgabe gestohlener Kulturgüter aber nicht vor, alle Antworten zu haben. Vielmehr unterstreiche ihr dokumentarisches Werk die Bedeutung des Fragens und Hinterfragens der ambivalenten Facetten der Restitution.
Jens Balkenborg schreibt in seiner Kritik in der Taz, in sportlichen 67 Minuten gelinge es Dahomey so konzentriert wie experimentell die Folgen des Kolonialismus und die Komplexität der Restitutionsdebatten vor Augen zu führen. Der Film kapere den in eurozentrischer Schieflage befindlichen Diskurs um Restitutionen, indem er nicht über Menschen aus der ehemaligen französischen Kolonie spricht, sondern mit ihnen.
Robert Daniels bemerkt in seiner Kritik, die Debatte der Studenten an der Université d’Abomey-Calavi über die politischen, kulturellen und historischen Auswirkungen der Rückgabe der Artefakte erinnere an den Kurzfilm The Urban Crisis and the New Militants: Black Moderates and Black Militants von 1969, in dem es um die radikale schwarze Politik in Chicago in den späten 1960er Jahren ging.
In der Jahresbestenliste des vom British Film Institute herausgegebenen Filmmagazins Sight & Sound befand sich der Film auf Platz 4 der besten Filme des Jahres 2024. Aus dem IndieWire Critics Poll 2024 ging Dahomey als Zweitplatzierter unter den besten Dokumentarfilmen hervor.

### Auszeichnungen
Dahomey wurde von Senegal als Beitrag für die Oscarverleihung 2025 als bester Internationaler Film eingereicht und später in eine 15 Titel umfassende Shortlist dieser Kategorie aufgenommen. Zudem wurde Dahomey in eine Shortlist für die International Documentary Association Awards 2024 aufgenommen. Im Rahmen der Oscarverleihung 2025 wurde Dahomey in eine 15 Titel umfassende Shortlist der Kategorie Bester Dokumentarfilm aufgenommen. Im Folgenden eine Auswahl von Auszeichnungen und Nominierungen.
African-American Film Critics Association Awards 2024
- Auszeichnung als Bester Dokumentarfilm
- Aufnahme in die Top 10 Films of the Year[42]

Camden International Film Festival 2024
- Nominierung für den Emerging Cinematic Vision Award (Mati Diop)
- Nominierung als Beste historische Dokumenation[43]

César 2025
- Nominierung als Bester Dokumentarfilm

Cinema Eye Honors Awards 2024
- Nominierung als Bester nichtfiktionaler Film
- Auszeichnung für die Beste Regie (Mati Diop)
- Nominierung für die Beste Kamera (Joséphine Drouin Viallard)
- Nominierung für die Beste Filmmusik (Wally Badarou und Dean Blunt)
- Nominierung für den Besten Ton (Nicolas Becker)[44][45]

Critics’ Choice Documentary Awards 2024
- Nominierung für die Beste Erzählung (Makenzy Orcel, Lucrece Houegbelo, Parfait Viayinon, Didier Sedoha Nassegande und Sabine Badjogoumin)[46]

Europäischer Filmpreis 2024
- Nominierung als Bester Film
- Nominierung als Bester Dokumentarfilm

Golden Reel Awards 2025
- Nominierung für den Besten Tonschnitt – Dokumentarfilm[47]

Gotham Awards 2024
- Nominierung als Bester Dokumentarfilm[48]

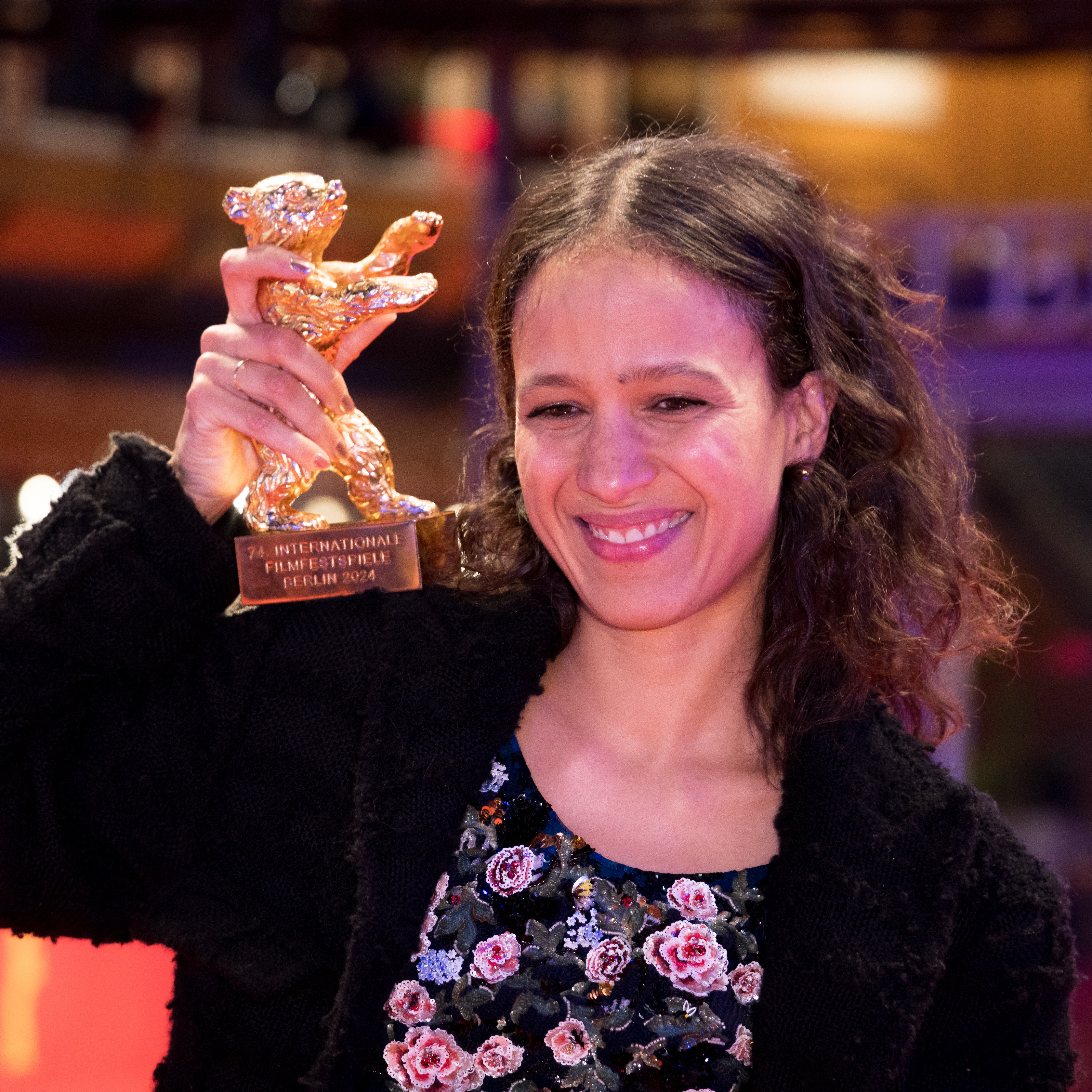
Regisseurin Mati Diop im Februar 2024 bei der Berlinale mit ihrem gewonnenen Goldenen Bären

Internationale Filmfestspiele Berlin 2024
- Auszeichnung als Bester Film mit dem Goldenen Bären (Eve Robin, Judith Lou Lévy und Mati Diop)
- Nominierung für den Berlinale Dokumentarfilmpreis[49]

London Critics’ Circle Film Awards 2025
- Nominierung als Bester Dokumentarfilm[50]

LUX-Filmpreis 2024
- Nominierung für den Publikumspreis[51]

Montclair Film Festival 2024
- Nominierung im Dokumentarfilmwettbewerb[28]

National Board of Review Awards 2024
- Aufnahme in die Top 5 der Dokumentarfilme[52]

Online Film Critics Society Awards 2025
- Auszeichnung als Bester Dokumentarfilm[53]

Palm Springs International Film Festival 2025
- Nominierung als Bester internationaler Spielfilm[30]

Prix Lumières 2025
- Auszeichnung als Bester Dokumentarfilm[54]

San Sebastian International Film Festival 2024
- Nominierung in der Sektion Zabaltegi-Tabakalera (Mati Diop)[55]

Satellite Awards 2025
- Nominierung als Bester Dokumentarfilm[56]

Tokyo International Film Festival 2024
- Auszeichnung mit dem Ethical Film Award[57]

ZagrebDox 2024
- Auszeichnung mit dem Movies That Matter Award (Mati Diop)[58]